# Cachoeira Salto das Nuvens
A Cachoeira Salto das Nuvens é uma queda-d'água localizada a 25 quilômetros do centro da cidade de Tangará da Serra, no Mato Grosso.
O acesso é pela rodovia MT-358, km 21. A cachoeira é formada pelo Rio Sepotuba, tendo logo após a queda uma praia natural de água doce. No seu entorno há um estacionamento, telefone público, lanchonete, restaurante, loja de suvenires, locação para shows e eventos, deck para pescaria, chalé e casas.